# Cacoxenus coccidoctonus
Cacoxenus coccidoctonus är en tvåvingeart som beskrevs av Tsacas och Chassagnard 1999. Cacoxenus coccidoctonus ingår i släktet Cacoxenus och familjen daggflugor.
Artens utbredningsområde är Nigeria. Inga underarter finns listade i Catalogue of Life.